# Догу
Догу (яп. 土偶 догу:) — японские глиняные фигурки людей или животных, которые были изготовлены в период Дзёмон (13 000—300 годы до нашей эры).
Догу являются аналогом каменных статуэток, которые изготавливались людьми в позднем палеолите и неолите по всей Земле. Самые древние догу, датированные 10-4 тысячелетием до н. э., имеют плоскую форму и характеризуются отсутствием чётких контуров конечностей или лица. Первые объёмные фигурки догу появляются в 3 тысячелетии до н. э. Центром их производства считается Восточная Япония.
Во 2 тысячелетии до н. э. искусство изготовления догу распространилось с востока Японии на запад и в 1 тысячелетии до н. э. достигло наибольшего развития. Образцами этого искусства являются сякоки-догу (яп. 遮光器土偶). Поверхность догу обязательно покрывалась резным или верёвочным орнаментом — «дзёмон». Высота таких фигурок колеблется от 3 до 30 см.
Большая часть догу — это женские фигурки с ярко выраженными вторичными половыми признаками. Часто догу изображают беременную женщину. Эти фигурки находят как правило разбитыми или закопанными в землю. Точных данных о предназначении догу пока нет. Наиболее аргументированными являются предположения, что эти фигурки использовались в обрядах, связанных с культом плодородия. Японский исследователь Явата Итиро также полагает, что догу могли использовать при лечении больных, при этом разбивалась та часть тела статуэтки, что соответствовала больной части тела человека. Некоторыми исследователями отмечается характерное отсутствие правой руки у фигурок. Догу были, как предполагают, амулетами. С их помощью устанавливалась связь человека с высшими силами природы: дождём, ветром, грозой, вулканами, солнцем. Вся поверхность догу покрыта зигзагами, треугольниками, полукружиями и дисками — символическими изображениями высших сил. С помощью догу древние японцы пытались добиться прекращения стихийных бедствий: проливных дождей, засухи, извержения вулканов.
Кроме антропоморфных догу встречаются также фигурки, изображающие животных. В настоящее время[когда?] в Японии найдено более 15 тысяч фигурок догу.
Согласно сюжету романа «Фаэты» Александра Казанцева, догу — изображение скафандра фаэтов. 